# Richard Minne
Richard Julius Minne (Gent, 30 november 1891 - Sint-Martens-Latem, 1 juni 1965) was een Vlaams dichter en prozaschrijver. Ironie, sarcasme en een gevoel van ontnuchtering zijn typerend voor zijn werk.
Richard Minne was het enig kind van de Gentenaar Victor Johannes Minne en zijn echtgenote Mathilde Vervaet uit Eeklo. Zijn kindertijd bracht hij door te Eeklo bij zijn grootouders, omdat zijn moeder een winkel hield in linnengoed en kleding in de Phoenixstraat te Gent. Zijn vader was handelsreiziger en reisde heel Vlaanderen af. Als jongeling keerde hij terug naar Gent en volgde hij aan het Koninklijk Atheneum aan de Ottogracht de handelsafdeling. Aan het Atheneum gaf de dichter René De Clercq les in Nederlands. Minne was één van zijn leerlingen. Volgens Yves T'Sjoen en Els Van Damme sprak hij vermoedelijk zijn literaire netwerken aan om Minnes vroegste poëzie gepubliceerd te krijgen. Minne werd militant van de Socialistische Jonge Wacht (SJW), de jongerenbeweging van de Belgische Werkliedenpartij (BWP).
Minne volgde in 1916, tijdens de Duitse bezetting van België, als vrije student de colleges filosofie, kunstgeschiedenis en psychologie aan de Nederlandstalige Von Bissing-universiteit te Gent, een instrument van de Duitse Flamenpolitik en een bolwerk van het activisme. Hij stichtte samen met Maurice Roelants het tijdschrift 't Fonteintje (1921-1924). Op 24 juni 1920 trouwde Minne met Julienne Rowland.
Ongeveer een jaar later was hij ambtenaar bij het Ministerie van Justitie te Brussel, maar hij moest wegens gezondheidsredenen zijn baan opgeven. Minne leed aan depressiviteit en geestelijke vermoeidheid. Hij vestigde zich achtereenvolgens te Bachte-Maria-Leerne als kleine boer en te Waarschoot, waar hij zeer ongelukkig was. Hij verhuisde samen met zijn vrouw naar Sint-Martens-Latem, waar hij verbleef tot zijn dood. Na zijn boerenavontuur in Waarschoot werd hij in 1930 journalist bij het dagblad Vooruit, waarin hij onder meer de rubriek "In 20 lijnen" verzorgde. Hij behoorde tot de redactie van Het Nieuw Vlaams Tijdschrift. Hij ontving voor Wolfijzers en Schietgeweren in 1946 de Driejaarlijkse Staatsprijs voor het Nederlands Proza. Als invloeden op zijn dichterschap noemde Minne
Willem Elsschot, René de Clercq, Alfred de Musset, Heinrich Heine, en Apollinaire.
Minne droomde eigenlijk van een eigen literair blad dat de Boktand zou heten. Hij streed tegen alles wat de vrijheid beknotte, wat ongetwijfeld zijn antiklerikalisme verklaarde. Zijn huwelijk bleef kinderloos en misschien was dit de reden waarom hij dol was op kinderen en dieren.
Hij overleed te Sint-Martens-Latem, waar hij ook begraven werd.

## Werken

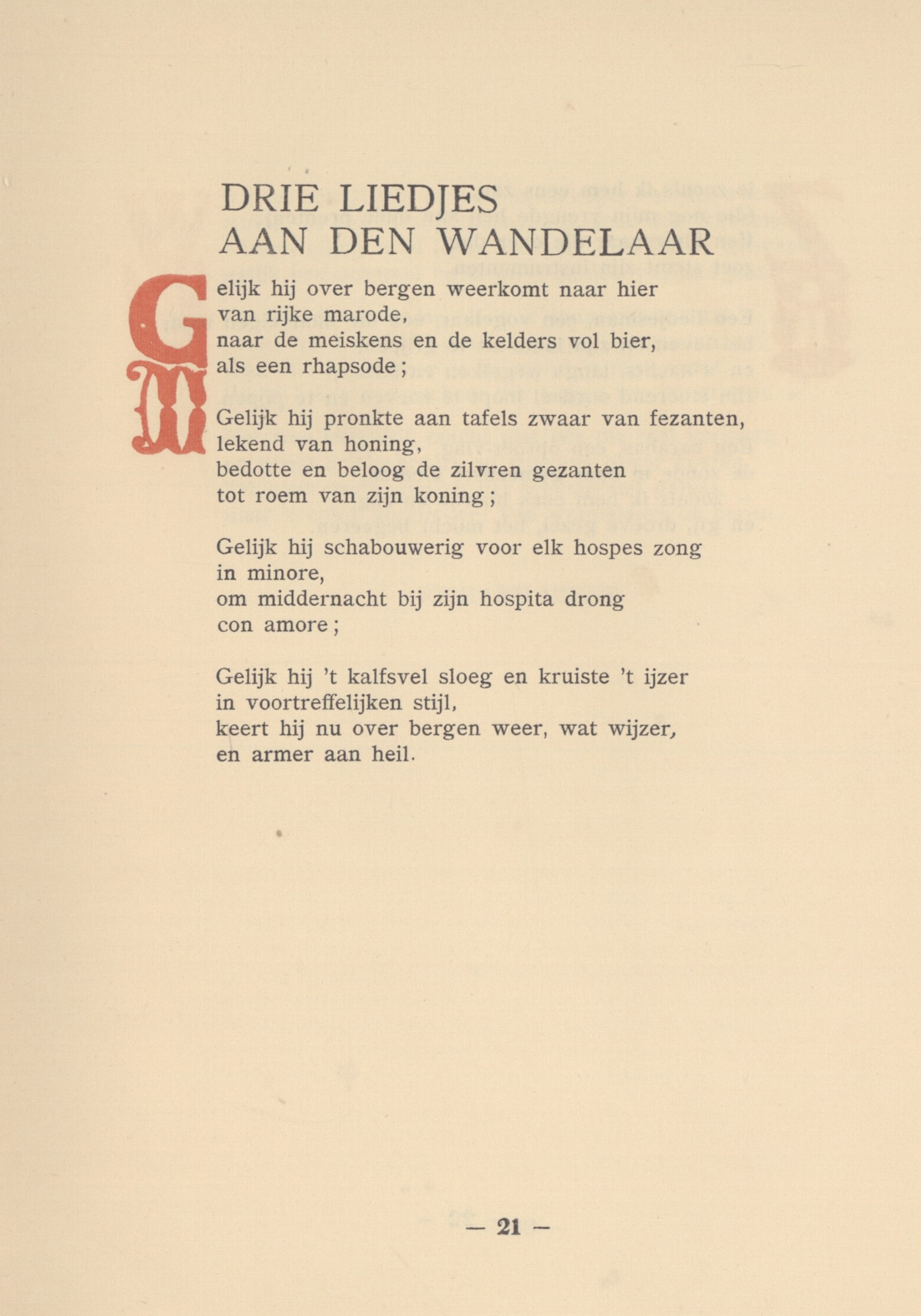
Fragment uit het Vlaamse tijdschrift "Regenboog". Publicatie van de tekst "Drie liedjes aan den wandelaar", geschreven door Richard Minne. Gepubliceerd in 1918.

- Drie liedjes aan den wandelaar (Tijdschrift Regenboog, 1917).
- In den zoeten inval (gedichten, 1927).
- Heineke Vos en zijn biograaf (novelle, 1933).
- Wolfijzers en schietgeweren (gedichten, brieven en verhalen; verzameld door R. Herreman en M. Roelants, met een inleiding door M. Roelants, Manteau 1942). Heruitgave 1988, met een voorbericht van Gaston Durnez.
- In den zoeten inval en andere gedichten (1955).
- Verzameld werk (bezorger Yves T'Sjoen) (2006)

- Bibliothèque nationale de France: cb125237429 (data)
- Biografisch Portaal: 31318862
- Digitale Bibliotheek voor de Nederlandse Letteren: minn001
- Gemeinsame Normdatei: 11948935X
- International Standard Name Identifier: 0000 0001 1063 2341
- Library of Congress Control Number: n81074563
- MusicBrainz: efc2ef0b-fb51-4f49-a76a-a41d6385eade
- Nationale Bibliotheek van Israël: 987007426467905171
- Nederlandse Thesaurus van Auteursnamen: 069220166
- Système universitaire de documentation: 03448566X
- Virtual International Authority File: 54256392
- WorldCat: E39PBJm4TtvPJhtXr7763ycwYP